# Alconada
Alconada ist ein westspanischer Ort und eine Gemeinde (municipio) mit insgesamt nur noch 134 Einwohnern (Stand: 2024) im Osten der Provinz Salamanca in der Region Kastilien und León. Zur Gemeinde gehört auch der nur noch etwa 15 Einwohner zählende Weiler (pedanía) San Vicente.

## Lage und Klima
Der ca. 820 m hoch gelegene Ort Alconada liegt am Río Almar – kurz vor dessen Einmündung in den Río Tormes – im Süden der altkastilischen Hochebene (meseta). Die Großstadt Salamanca ist ca. 31 km in nordwestlicher Richtung entfernt. Das Klima im Winter ist durchaus kühl; die geringen Niederschlagsmengen (ca. 410 mm/Jahr) fallen – mit Ausnahme der nahezu regenlosen Sommermonate – verteilt übers ganze Jahr.

## Bevölkerungsentwicklung
| Jahr      | 1857 | 1900 | 1950 | 2000 | 2019 |
| Einwohner | 292  | 413  | 437  | 226  | 149  |

Der deutliche Bevölkerungsrückgang ist im Wesentlichen auf die Mechanisierung der Landwirtschaft und die Aufgabe bäuerlicher Kleinbetriebe zurückzuführen (Landflucht).

## Wirtschaft
Das wirtschaftliche Leben der Landgemeinde war jahrhundertelang in hohem Maße agrarisch geprägt – früher wurde im Umland Getreide zur Selbstversorgung ausgesät; Gemüse stammte aus den Hausgärten und auch Viehzucht wurde betrieben. Auch heute noch spielt die Landwirtschaft die dominierende Rolle im Wirtschaftsleben der Gemeinde.

## Geschichte
Prähistorische, römische, westgotische und selbst maurische Funde fehlen, doch der Ortsname könnte arabischen Ursprungs sein. Nach der Schlacht von Simancas (939) konnten die Mauren in diesem Teil der Iberischen Halbinsel bis zum Fluss Tormes zurückgedrängt werden. König Ramiro II. von León († 951) begann mit der Neu- und Wiederbesiedlung (repoblación) der eroberten Gebiete; König Alfons IX. von León († 1230) setzte sie im 13. Jahrhundert fort.

## Sehenswürdigkeiten

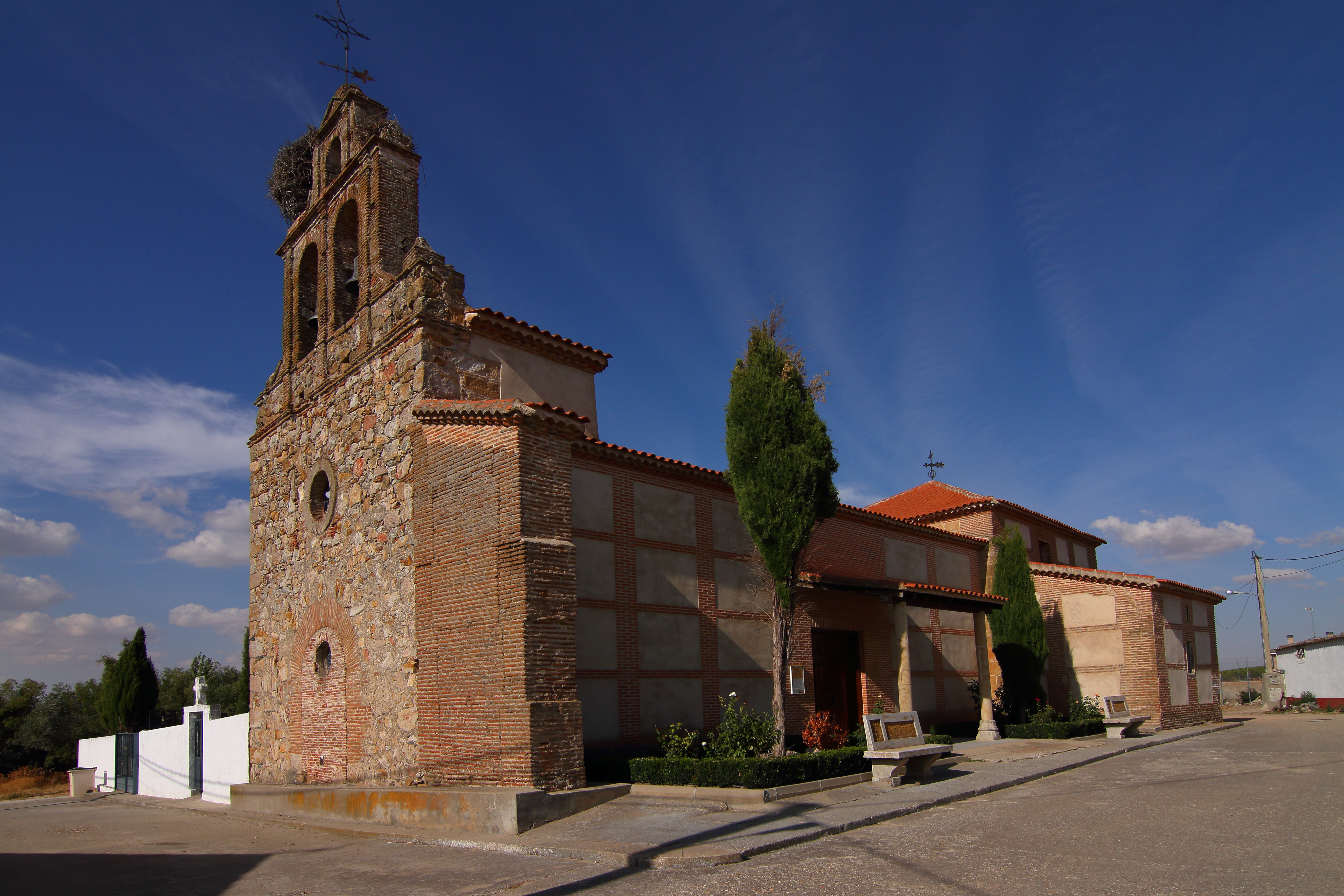
Alconada – Iglesia de San Pedro Apóstol

- Die einschiffige Iglesia de San Pedro Apóstol zeigt sowohl romanische (Bruchsteinfassade) als auch Elemente des Mudéjar-Stils (Langhaus und Chorbereich). Der später aufgesetzte Glockengiebel (espadaña) überhöht das Bauwerk. Das ursprüngliche Portal ist zugemauert; der neue Eingang liegt – geschützt durch ein Vordach – auf der Südseite, die in typischem Mudéjar-Stil mit rechteckigen hellen Feldern in der umgebenden Ziegelsteinmauer gefertigt ist.
- Etliche ältere Häuser sind nur eingeschossig.